# Bathymacellinae
Los batimacelinos (Bathymacellinae) son una de las subfamilias de anélidos poliquetos perteneciente a la familia Polynoidae. Comprende un solo género Bathymacella Pettibone, 1976